# Le Ponton
Le Ponton, publié en 1980, est le second des sept tomes des Passagers du vent, une bande dessinée créée par François Bourgeon.

## Synopsis
Nous y retrouvons les personnages du premier tome, Isa, Hoel et le major Michel de Saint Quentin, médecin de bord du Foudroyant. Ce dernier et Hoel ont été faits prisonniers par la Royal Navy lors du combat opposant le Foudroyant à la flotte britannique à la fin du premier tome. Ils sont détenus sur un vieux vaisseau transformé en ponton ancré dans une vasière au large de Chatham.
Isa a réussi à rester libre et à obtenir un permis de séjour. Elle a également trouvé un emploi de répétiteur de français pour Mary Hereford, la fille d'un riche négociant. Entre Isa et Mary va naître une solide amitié. D'autant plus solide que Mary a très bien compris que Isa cherchait à faire évader Hoel. De son côté, Mary est enceinte, au désespoir de son puritain de père. Son amant, le lieutenant John Smolett est en poste sur le ponton.
Mary propose à Isa un plan. Elle et John aident Isa à faire évader Hoel, et s'enfuyant tous en France, ils seront aidés par Isa et Hoel une fois la Manche traversée. Isa accepte en ajoutant le major de Saint Quentin à l'aventure, car elle sait pouvoir compter sur lui et ses relations une fois arrivés en France.
Le plan est lancé. Tandis que Hoel et le major survivent au milieu de ce monde clos qu'est le ponton, pris entre les règles des geôliers et les lois tacites des prisonniers, Isa, Mary et John mettent au point l'évasion. À la suite d'une émeute réglée dans le sang par les Anglais, plusieurs prisonniers sont tués. Profitant du départ des corps, John aide Hoel et le major à prendre place dans deux cercueils, ceux-ci devant être jetés à la mer par John et récupérés par Isa et Mary. Seulement une erreur est commise et seul le major est sauvé. Les cercueils devant être brûlés, tous s'activent pour intervenir à temps et sauver Hoel.
Une fois sauvés, tous se réfugient dans une maison appartenant au père de Mary, ignorant tout de l'histoire. Ils attendent la possibilité de passer en France avec un « smuggler », un navire de contrebande. Ils doivent embarquer d'urgence, car à la suite d'une maladresse de Hoel, ils risquent d'être découverts.
Le soir de Noël, tous embarquent à destination de Noirmoutier. Cette nuit-là, Mary accouche de la petite Enora. Après une traversée mouvementée, ils arrivent à Noirmoutier le 1er janvier 1781. Un ami du major les loge, tandis que ce dernier part à Nantes prendre des nouvelles. Elles ne sont pas bonnes. Isa et Hoel sont recherchés pour le meurtre du commandant du Foudroyant (voir tome 1), et le père de Mary remue ciel et terre pour retrouver sa fille.
Le major de Saint Quentin leur propose un embarquement sur un brick, la Marie Caroline, qui doit appareiller de Nantes vers Saint-Domingue. Seulement, Isa, Hoel, Mary, John et la petite Enora découvrent une fois en mer que le navire ne va pas en droite ligne vers les Caraïbes, mais qu'ils vont d'abord vers les côtes africaines, car ils ont embarqué, sans s'en douter, sur un négrier qui fait le commerce triangulaire.

## Personnages
Par ordre d'apparition :
- Hoel Tragan, matelot, amant d'Isa

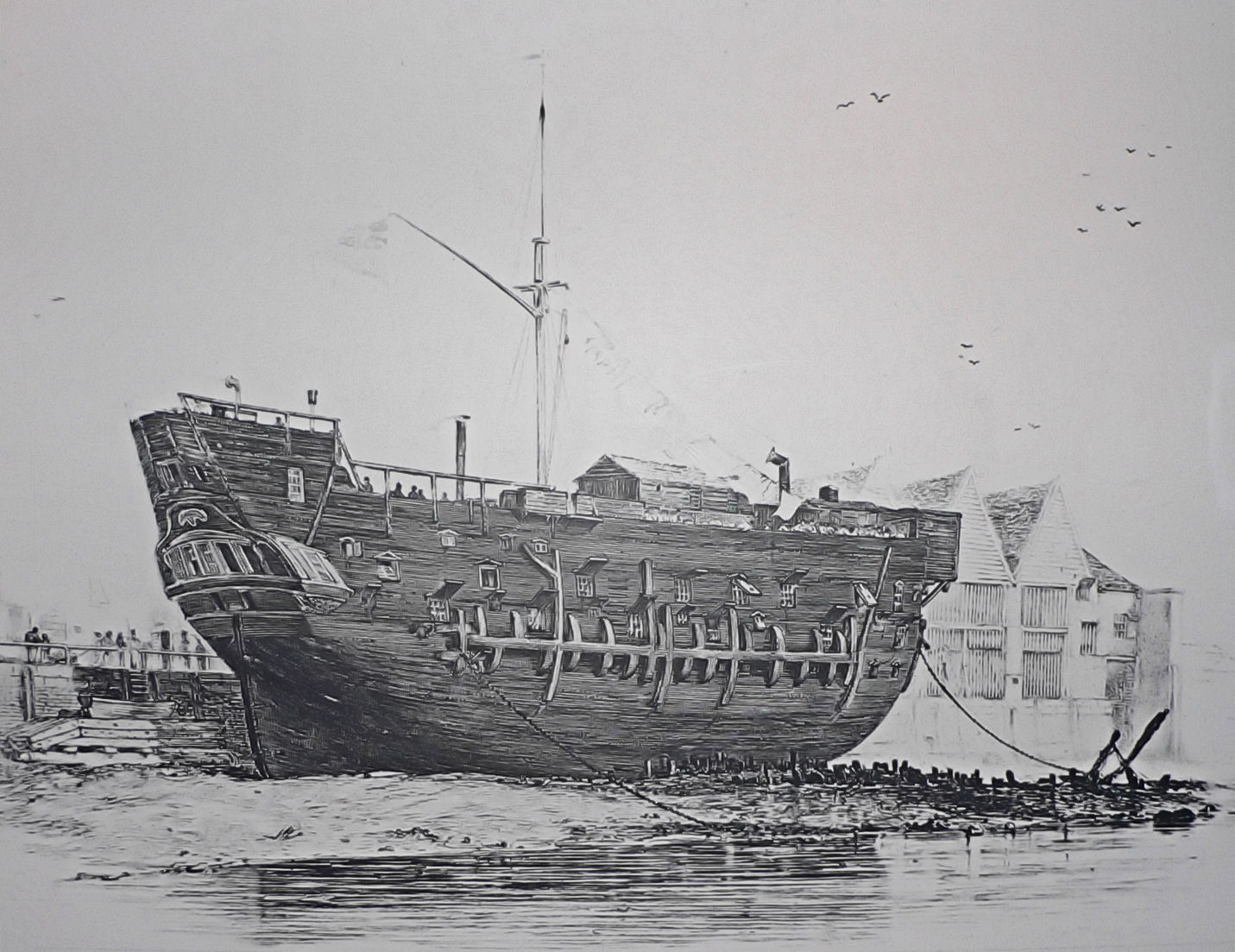
Le Discovery servit de ponton à Deptford de 1818 à 1834.

- Michel de Saint-Quentin, chirurgien
- Mary Hereford, jeune femme accueillant Isa, officiellement pour recevoir des leçons de français. Mary est enceinte à la suite de sa liaison avec le lieutenant John Smolett.
- Isabeau de Marnaye, l'héroïne, amante d'Hoel. Elle possède d'exceptionnelles aptitudes au tir.
- John Smolett, lieutenant dans la Royal Navy, amant de Mary.
- L'enfant de Mary et John, appelée Enora, Anna, Loeiza, Mari-Noela, Berc'hed
- Boisboeuf, capitaine du vaisseau la "Marie-Caroline"
- Jean Rousselot, chirurgien de la "Marie-Caroline"

Au fil de la série, l'héroïne est constamment nommée Isa (pour Isabeau de Marnaye). C'est donc sous cette identité que la liste des personnages s'y réfère.